# Rakowica Wielka
Rakowica Wielka (biał. Вялікая Ракавіца, ros. Большая Раковица) – wieś na Białorusi, położona w obwodzie brzeskim w rejonie brzeskim, w składzie sielsowietu motykalskiego, położona o ok. 5,5 km na zachód od siedziby sielsowietu, Motykał Wielkich i ok. 15 km na północny zachód od Brześcia.
W latach 1921–1939 wieś należała do gminy Motykały w granicach II Rzeczypospolitej, w woj. poleskim w pow. brzeskim.
Zachowała się ruina neogotyckiej kaplicy grobowej Tołłoczków z 1910 roku oraz park dworski.